# The Looney Tunes Show
The Looney Tunes Show este un serial animat difuzat pe canalul Cartoon Network, personajele fiind din celebrele serii de desene animate Looney Tunes și  Merrie Melodies produs de Warner Bros. Animation. Două sezoane și 52 de sezoane au fost produse, prezentând pe Bugs Bunny și pe Daffy Duck trăind în suburbiile Los Angelesului alături de alte personaje Looney Tunes actualizate pentru secolul 21.

## Despre serial
Bugs Bunny și Duffy Duck trăiesc acum în aceeași casă în suburbiile Los Angeles-ului și au cei mai simpatici vecini posibili: Lola Bunny, Tina Russo Duck, Porky Pig, Elmer Fudd, Sylvester, Tweety, Yosemite Sam, Speedy Gonzales, Wile E. Coyote, Road Runner, Marvin Marțianul și mulți alții.
Fiecare episod prezintă aventuri din viața de zi cu zi ale prietenilor (sau inamicilor - după caz :), unele mai amuzante decât altele!
În cadrul episoadelor sunt prezentate alte două segmente. Acestea sunt:
- Merrie Melodies - Videoclipuri muzicale de douăzeci de minute în care unul, două sau mai multe personaje din serial cântă o anumită melodie.
- Road Runner și Coiotul Wile E. - O serie de desene generate de computer ce prezintă veșnicele încercări ale Coiotul Wile E. de a-l prinde pe Road Runner. Ele se difuzau tot timpul spre sfârșitul episoadelor. Acest segment a fost redus după terminarea primului sezon.

## Personaje
- Bugs Bunny - Bugs Bunny este cel mai bun prieten a lui Daffy Duck. Este foarte cool, de treabă și de încredere. Prietena lui este Lola Bunny.
- Daffy Duck - Daffy Duck este un egoist absolut. Are o personalitate scandaloasă întodeauna, făcând viața mai interesantă. În ciuda caracterului său el a reușit să își facă câțiva prieteni.
- Tina Russo Duck - Tina Russo este iubita lui Daffy Duck care lucrează la Centrul de Copiere. A apărut pentru prima oară în episodul Întâlnire dublă când Daffy a câștigat o cină romantică și a invitat-o pe ea. Foarte surprinzător, aceștia au găsit că au foarte multe în comun. Este bazată pe personajul clasic Mellisa Duck.
- Tweety - Tweety un canar de culoare galbenă. Dușmanul său este Sylvester.
- Sylvester - Sylvester este un motan de culoare neagră care îl are dușman pe Tweety. El vrea cu orice preț să-l prindă și să îl mănânce.
- Yosemite Sam - Yosemite Sam a fost cândva dușmanul lui Bugs Bunny, dar a devenit prieten atât cu el cât și cu Daffy Duck.
- Porky Pig - Porky Pig este un porc care vorbește bâlbâit. Este prietenul lui Daffy Duck și Bugs Bunny.
- Elmer Fudd - Elmer Fudd este un vânător care a fost și el dușmanul lui Daffy Duck dar și a lui Bugs Bunny, dar a devenit prieten cu cei doi.
- Pepe Le Pew - Îi se mai spune și Pepe Puturosul datorită faptului când întoarce cineva coada sau chiar el miroase urât ca orice sconcs de altfel.
- Lola Bunny - Lola Bunny e prietena lui Bugs, vorbește mult și e cam ticnita. A fost îndragostită și de Pepe.
- Bunicuța (engleză Granny) - Bunicuța e vecina lui Bugs și Daffy. E veselă și își iubește mult animalele, pe Sylvester și Tweety. În tinerețe a fost un agent al Americii.
- Mac și Tosh - Mac și Tosh sunt doi veverițoi care sunt cei mai buni prieteni.
- Foghorn Leghorn - Foghorn Leghorn este un cocoș vedetă. L-a ales pe Daffy să joace în filmul lui. Toate găinile sunt îndragostite de el.
- Speedy Gonzales - Speedy Gonzales este cel mai rapid șoricel din Mexic. Acesta locuiește într-o gaură din casa lui Bugs. Lucrează și la propria lui pizzerie numită Pizzariba.
- Diavolul Tasmanian (engleză Tasmanian Devil) - Taz este un diavol tasmanian care este animalul lui Bugs. Acesta poate mânca orice făcând o tornadă de destrucție. Bugs îl crede pe Taz un câine și îi spune Poochie.
- Gossamer - Gossmaer e un monstru din vecini. Chiar dacă e monstru e inofensiv și merge la școală. Toți copii se luau de el dar acum îl plac cu toții.
- Vrajitoarea Lezah (engleză Witch Lezah) - este mama lui Gossamer. Locuieste vis-a-vis de Bugs și Daffy.
- Marvin Marțianul (engleză Marvin the Martian) - este un marțian care era dușmanul lui Daffy dar acum s-au împrietenit.
- Pete Puma - Pete Puma este prietenul lui Daffy și Marvin. Apare ca îngrijitor la grădina zoologică, ca coleg de echipă de la bowling și ca majordom la pizzeria lui Speedy Gonzales.
- Road Runner - Road Runner este un cuc alergător care este mereu fugărit de Coiotul Wile. E.
- Coiotul Wile. E - Coiotul Wile. E este un coiot care vrea să-l prindă pe Road Runner dar nu reușește niciodată.

## Legături externe
- The Looney Tunes Show la Internet Movie Database